# Gleizé
Gleizé település Franciaországban, Rhône megyében. Lakosainak száma 7824 fő (2022. január 1.). Gleizé Arnas, Pommiers, Villefranche-sur-Saône, Denicé, Lacenas, Limas és Porte des Pierres Dorées községekkel határos.

## Népesség
A település népességének változása:
| Lakosok száma | 7593 | 7499 | 7805 | 7472 | 7470 | 7496 | 7495 | 7614 | 7824 |
|               | 2013 | 2015 | 2016 | 2017 | 2018 | 2019 | 2020 | 2021 | 2022 |